# Always a Way
Always a Way è un cortometraggio muto del 1911 diretto da Harry Solter.

## Trama
Un pastore è convinto a celebrare le nozze della sorella con un uomo che lui disprezzava.

## Produzione
Il film fu prodotto da Siegmund Lubin per la Lubin Manufacturing Company.

## Distribuzione
Distribuito dalla General Film Company, il film - un cortometraggio in una bobina - uscì nelle sale cinematografiche statunitensi l'8 luglio 1911.